# مقطر

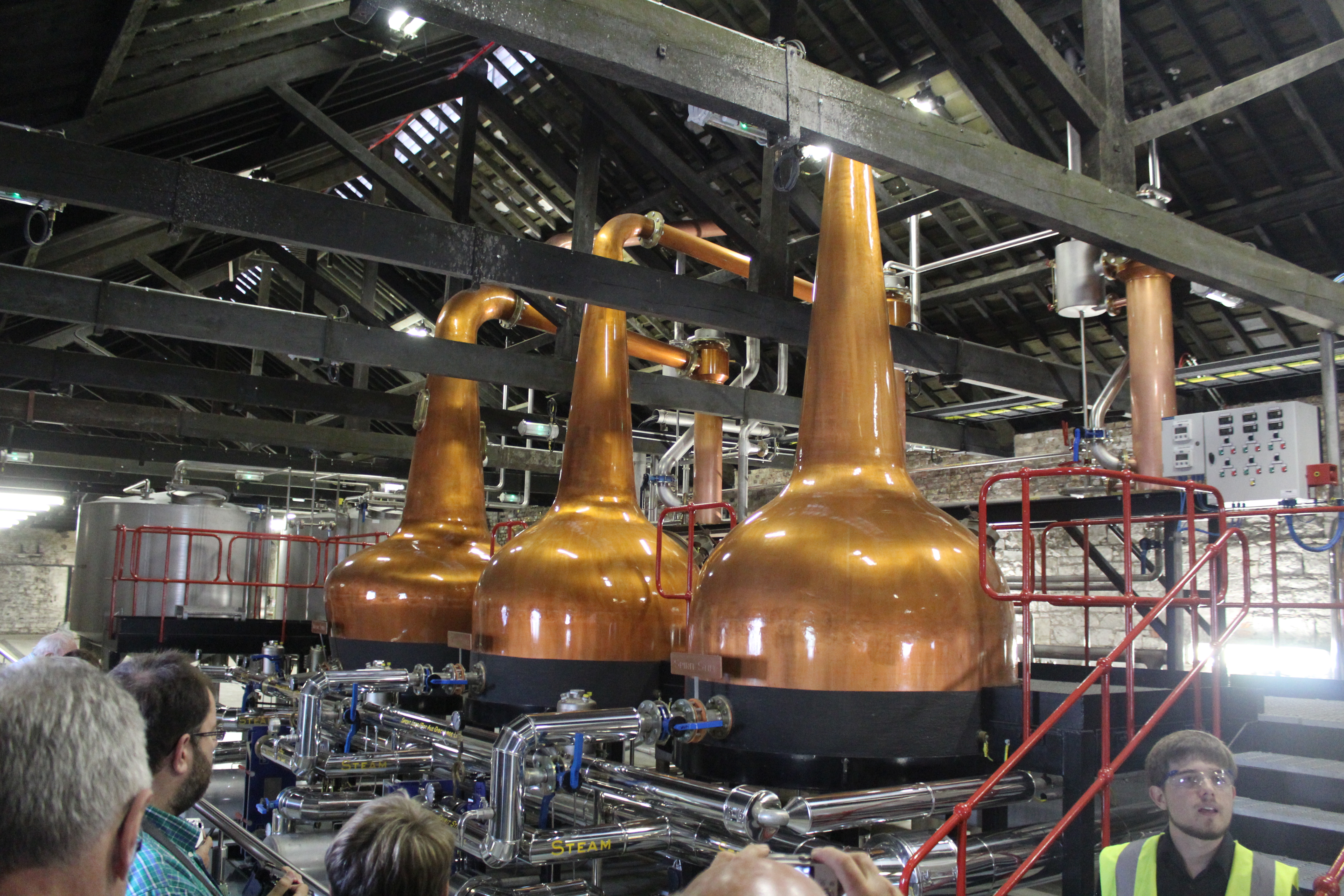
مرافق الإنتاج في مقطر وِسكي في إرلندة

المَقْطَر أو المَقطرة أو معمل التقطير مكان لإنتاج المشروبات المقطرة عالية الكحول من مواد خام منخفضة الكحول . يُركّز الكحول وفقا لمبدأ التقطير.